# Neopalame albomaculata
Neopalame albomaculata là một loài bọ cánh cứng trong họ Cerambycidae.